# Фракційна анізотропія
Фракційна анізотропія (ФА, FA) — це скалярне значення від нуля до одиниці, яке описує ступінь анізотропії процесу дифузії. 
Значення нуль означає, що дифузія є ізотропною, тобто необмеженою (або однаково обмеженою) у всіх напрямках. 
Значення один означає, що дифузія відбувається лише вздовж однієї осі та повністю обмежена в усіх інших напрямках. 
ФА — показник, який використовується у дифузійній візуалізації (дифузійна МРТ), де вважається, що він відображає щільність волокон, діаметр аксона та мієлінізацію білої речовини Центральної та Периферичної нервових систем. ФА є розширенням концепції ексцентриситету конічних перетинів у 3 вимірах, нормалізованих до одиничного діапазону.

## Визначення
Еліпсоїд дифузії повністю представлений тензором дифузії D. ФА обчислюється за власними значеннями ( {\displaystyle \lambda _{1},\lambda _{2},\lambda _{3}} ) тензора дифузії.  Власні вектори {\displaystyle \epsilon } вкажіть напрямки, в яких еліпсоїд має великі осі, і відповідні власні значення {\displaystyle \lambda } вкажіть величину піку в цьому напрямку.

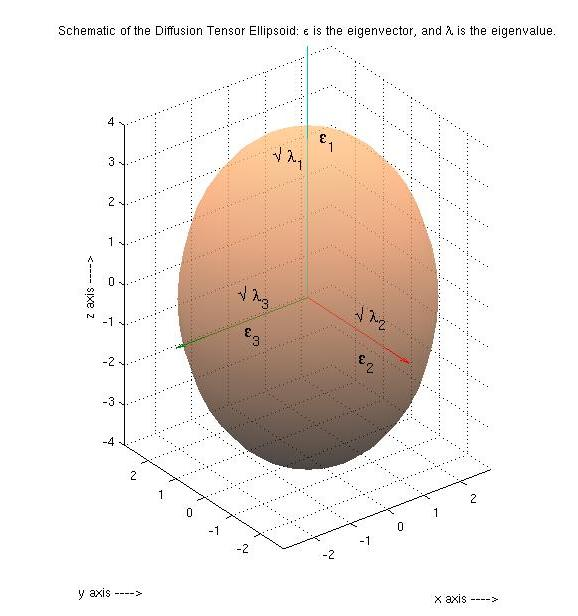
Схема тензора дифузії

{\displaystyle {\text{FA}}={\sqrt {\frac {3}{2}}}{\frac {\sqrt {(\lambda _{1}-{\hat {\lambda }})^{2}+(\lambda _{2}-{\hat {\lambda }})^{2}+(\lambda _{3}-{\hat {\lambda }})^{2}}}{\sqrt {\lambda _{1}^{2}+\lambda _{2}^{2}+\lambda _{3}^{2}}}}}
з {\displaystyle {\hat {\lambda }}=(\lambda _{1}+\lambda _{2}+\lambda _{3})/3} є середнім значенням власних значень.
Еквівалентною формулою для ФА є
{\displaystyle {\text{FA}}={\sqrt {\frac {1}{2}}}{\frac {\sqrt {(\lambda _{1}-\lambda _{2})^{2}+(\lambda _{2}-\lambda _{3})^{2}+(\lambda _{3}-\lambda _{1})^{2}}}{\sqrt {\lambda _{1}^{2}+\lambda _{2}^{2}+\lambda _{3}^{2}}}},}
що далі еквівалентно: 
{\displaystyle {\text{FA}}={\sqrt {{\frac {1}{2}}\left(3-{\frac {1}{{\text{trace}}({\text{R}}^{2})}}\right)}}}
де R – «нормований» тензор дифузії:
{\displaystyle {\text{R}}={\frac {\text{D}}{{\text{trace}}({\text{D}})}}}
Зауважте, що якщо всі власні значення рівні, що відбувається для ізотропної (сферичної) дифузії, як у вільній воді, ФА дорівнює 0 . ФА може досягати максимального значення 1 (це рідко трапляється в реальних даних), у цьому випадку D має лише одне ненульове власне значення, а еліпсоїд зводиться до лінії в напрямку цього власного вектора. Це означає, що дифузія обмежена лише цим напрямком.

## Подробиці
Це можна візуалізувати за допомогою еліпсоїда, який визначається власними векторами та власними значеннями D. ФА сфери дорівнює 0, оскільки дифузія є ізотропною, і існує однакова ймовірність дифузії в усіх напрямках. Власні вектори та власні значення тензора дифузії дають повне уявлення про процес дифузії. ФА кількісно визначає загостреність еліпсоїда, але не дає інформації про те, в якому напрямку він вказує.

Зверніть увагу, що ФА більшості рідин, включаючи воду, дорівнює 0, якщо процес дифузії не обмежений такими структурами, як мережа волокон. Виміряна ФА може залежати від масштабу ефективної довжини вимірювання дифузії. Якщо процес дифузії не обмежений на масштабі, що вимірюється (обмеження занадто далеко одне від одного) або обмеження змінюють напрямок на меншому масштабі, ніж виміряний, тоді виміряна ФА буде послаблена. Наприклад, мозок можна уявити як рідину, пронизану багатьма волокнами (нервовими аксонами). Однак у більшості частин волокна йдуть у всіх напрямках, і, таким чином, хоча вони обмежують дифузію, ФА дорівнює 0 . У деяких областях, таких як мозолисте тіло, волокна вирівнюються в досить великому масштабі (порядку мм), щоб їхні напрямки здебільшого узгоджувалися в межах роздільної здатності магнітно-резонансного зображення, і саме ці області виділяються на зображенні ФА. Рідкі кристали також можуть демонструвати анізотропну дифузію, оскільки голчасті або пластинчасті форми їхніх молекул впливають на те, як вони ковзають одна над одною. Коли ФА дорівнює 0, тензорна природа D часто ігнорується, і це називається константою дифузії.

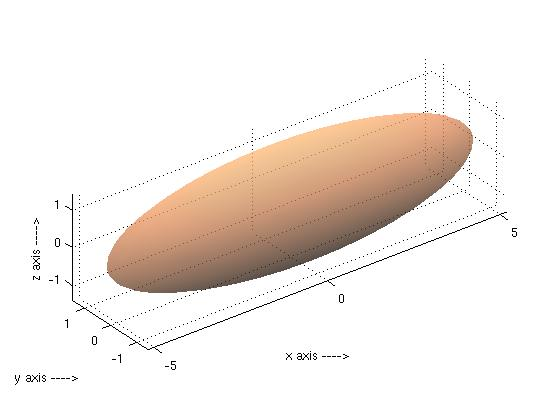
FA value of 0.7698, the DT matrix is diagonal([10 2 2])
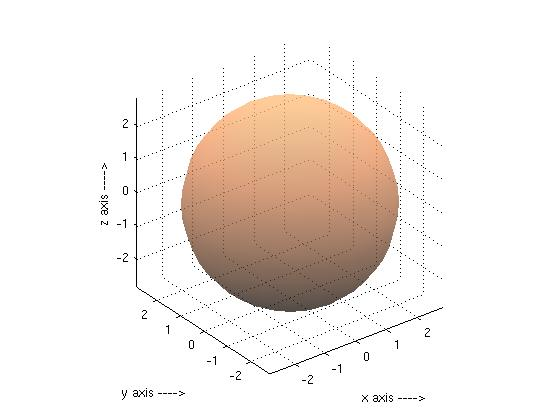
FA value of 0, the DT matrix is diagonal([4 4 4])
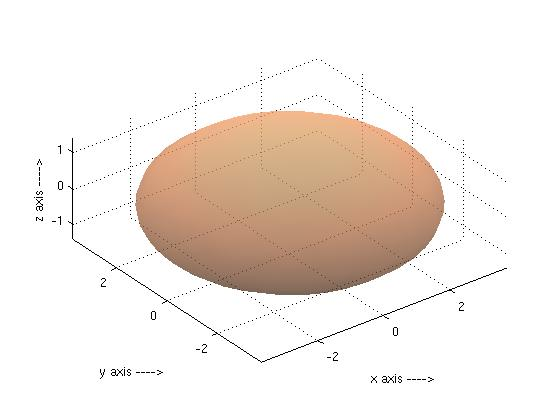
FA value of 0.6030, the DT matrix is diagonal([4 4 2])

Одним із недоліків моделі тензора дифузії є те, що вона може враховувати лише процеси дифузії Гаусса, які, як виявилося, недостатні для точного представлення справжнього процесу дифузії в мозку людини. Завдяки цьому моделі вищого порядку, що використовують сферичні гармоніки та Функції Розподілу Орієнтації (ФРО чи ODF), були використані для визначення нових і багатших оцінок анізотропії, що називається Узагальненою Фракційною Анізотропією (УФА). Обчислення УФА використовують зразки ФРО для оцінки анізотропії в дифузії. Їх також можна легко обчислити за допомогою коефіцієнтів сферичної гармоніки моделі ФРО.